# Kiezersapathie
Kiezersapathie (Engels: voting apathy of voter apathy) is de vermeende apathie onder kiezers in een verkiezing, die regelmatig wordt aangehaald als een van de oorzaken van een lage opkomst. De term is vooral gebruikelijk in Engelse taalgebieden.
Aangezien een lage opkomst volgens sommige sociologen de legitimiteit van het verkozen bestuur en zelfs het gehele politieke bestel - vooral bij participatiedemocratie - aantast, wordt kiezersapathie veelal als ongewenst gezien.
Er zijn meerdere factoren aan te wijzen die bijdragen aan kiezersapathie:
- hoge welvaart;
- politieke vervreemding:
  - politieke onmacht;
  - onvoldoende vertegenwoordiging;
  - onbekendheid;
  - te weinig onderscheid tussen partijen;
  - uitslag staat al vast;
- rationele onwetendheid.

In de Verenigde Staten wordt voting apathy sinds 1960 genoemd als een van de oorzaken van een dalende opkomst tijdens verkiezingen.